# Yuri Menitski
Yuri Leonárdovich Menitski (también escrito Yury L. Menitsky; translitera al cirílico Юрий Леонардович Меницкий) (1937 - 2001 ) fue un botánico ruso

## Algunas publicaciones

### Libros
- K. Browicz, G. L. Menitsky. 1971. Fagaceae. N.º 77 de Flora Iranica. 20 pp.
- 1986. Generis Quercus L. species asiae austro-occidentalis. 36 pp.
- 1986. Conspectus specierum generis Quercus L. (Subgen. Quercus) asiae orientalis. 28 pp.
- Iuri Leonardovich Meniskiĭ, Yu. L. Menitsky, Andreĭ Aleksandrovich Fedorov. 2005. Oaks of Asia. Ed. Science Publ. 549 pp. ISBN 1578082293
- La abreviatura «Menitsky» se emplea para indicar a Yuri Menitski como autoridad en la descripción y clasificación científica de los vegetales.[2]